# Революция (песня)
«Революция» — песня украинской певицы Светланы Лободы, выпущенная 13 сентября 2010 года в качестве сингла на её собственном лейбле «Лобода Мьюзик». Она имела большой успех на Украине, где вошла в тройку лучших чарта TopHit.
Впервые песню Лобода представила публике на международном конкурсе «Песни моря» в июле 2010 года.

## Музыкальное видео
Музыкальное видео на песню было выпущено 5 октября 2010 года. Режиссёром стал Алан Бадоев. По сюжету, Лобода выходит замуж, а затем сбегает с церемонии. Съёмки проходили с шести утра до поздней ночи в киевском железнодорожном депо, в дождливую и холодную погоду. В роли избранника и мужа Лободы выступил актёр Валерий Будков. Специально для клипа Лобода решила сменить имидж и прямо на площадке сама себе остригла волосы.

## Отзывы критиков
Алексей Мажаев рецензент InterMedia, обозревая плейлист самых популярных песен Лободы на «Яндекс.Музыке», отметил, что «Революция» входит в число песен артистки, которые «не на слуху», однако она незаслуженно обойдена вниманием.

## Чарты

### Еженедельные чарты
| Чарт (2010-11)                      | Высшая позиция |
| ----------------------------------- | -------------- |
| Киев (TopHit — Радиохиты недели)    | 2              |
| Москва (TopHit — Радиохиты недели)  | 63             |
| Россия (TopHit — Радиохиты недели)  | 69             |
| СНГ (TopHit — Радиохиты недели)     | 35             |
| Украина (FDR Топ-40)                | 3              |
| Украина (FDR UA Топ-20)             | 1              |
| Украина (TopHit — Радиохиты недели) | 3              |

### Ежемесячные чарты
| Чарт (2010-11)                      | Высшая позиция |
| ----------------------------------- | -------------- |
| Киев (TopHit — Радиохиты месяца)    | 3              |
| Москва (TopHit — Радиохиты месяца)  | 68             |
| Россия (TopHit — Радиохиты месяца)  | 69             |
| СНГ (TopHit — Радиохиты месяца)     | 45             |
| Украина (TopHit — Радиохиты месяца) | 4              |

### Годовые чарты
| Чарт (2011)                           | Позиция |
| ------------------------------------- | ------- |
| Киев (TopHit — Хиты года на радио)    | 145     |
| Украина (TopHit — Хиты года на радио) | 101     |

## История релиза
| Регион | Дата             | Формат                      | Лейбл         | Ист.   |
| ------ | ---------------- | --------------------------- | ------------- | ------ |
| СНГ    | 13 сентября 2010 | Радиоротация                | Лобода Мьюзик | [ 9 ]  |
| Мир    | 21 сентября 2010 | Цифровая загрузка, стриминг | Лобода Мьюзик | [ 19 ] |